# Datový okruh
Datový okruh (přenosový okruh) je soubor technických prostředků umožňující obousměrný přenos datových signálů. Při použití externího modemu končí datový okruh konektorem, kterým se připojuje modem k počítači (rozhraní I2).
Datový spoj, také datové spojení, tvoří veškeré prostředky umožňující přenos dat mezi datovým zdrojem a datovým spotřebičem. Aby se z datového okruhu stal datový spoj, musí být na obou koncích vybaven komunikační jednotkou. Zakončení datového spoje (mezi datovým zdrojem nebo datovým spotřebičem a komunikační jednotkou) tvoří rozhraní I3.
Sdělovací okruh (telekomunikační okruh) je soubor technických prostředků umožňující obousměrný přenos signálu (obvykle elektrického). Telekomunikační okruh je zařízení patřící telekomunikační společnosti, které končí telefonní zásuvkou na zdi (rozhraní I1). Aby se z něj stal datový okruh, je nutné jej doplnit na obou koncích zařízením ukončujícím datový okruh (modemem). Pro zajištění obousměrné komunikace se může používat jedna z následujících metod:
- Poloduplexní spojení (Half-duplex) – obě strany mohou přijímat i vysílat, avšak nikoli současně; pro komunikaci stačí jeden kanál, jehož směr se přepíná
- Duplexní spojení (Full-duplex) – komunikace může probíhat současně v obou směrech; okruh je tvořen dvojicí vzájemně přiřazených protisměrných kanálů umožňující obousměrný přenos signálu

Sdělovací kanál (telekomunikační kanál) je soubor technických prostředků umožňujících jednosměrný přenos signálu mezi dvěma místy. Samostatný telekomunikační kanál umožňuje komunikaci pouze v jednom směru – tak zvané simplexní spojení.
Telekomunikační spoj je soubor technických prostředků umožňující přenos zpráv mezi dvěma místy.
Přípojný okruh je část infrastruktury, která zajišťuje připojení účastníka do sítě. Může být realizován účastnickým vedením nebo rádiovou přístupovou sítí.
Spojovací okruh je část infrastruktury, která zajišťuje vnitřní propojení sítě (mezi ústřednami).
V obecné řeči se výše uvedené pojmy často směšují a používá se pro ně pojem datová linka nebo linka.

## Pronajatý datový okruh
Připojení k Internetu prostřednictvím pronajatého datové okruhu je nejobvyklejším způsobem realizace pevného připojení k Internetu. Jeho dostupnost ve větších městech většinou není problematická. Uživatel si od telekomunikační společnosti objednává přenosovou linku s požadovanou rychlostí a kvalitou služeb. Existují dvě základní varianty zřízení linky. Buď se o všechny s tím spojené operace postará přímo poskytovatel Internetu, nebo to udělá sám zákazník. První případ nastává, když je datový okruh součásti služby, kterou poskytovatel Internetu nabízí. Pokud tomu tak není, může zákazník požádat poskytovatele Internetu, aby mu datový okruh s potřebnými parametry zajistil. Uživatel se tak nemusí o zřízení služby vůbec zajímat, navíc si za zajištění datového okruhu poskytovatel Internetu zpravidla nic neúčtuje. Pokud se uživatel rozhodne obstarat si přenosovou trasu samostatně, musí přesto kontaktovat svého poskytovatele Internetu, aby s ním probral podrobnosti, a je dosti pravděpodobné, že pokud si uživatel vybere jinou společnost než jednu z těch, se kterými daný poskytovatel Internetu spolupracuje, nemusí se setkat ze strany ISP s pochopením.
Datový okruh je nejvíce dodáván jako služba na klíč, obsahuje potřebná zařízení (kromě pronájmu analogové linky). Lze však toto výstupní rozhraní připojit přímo do vaší lokální sítě. Zařízení, které toto zajišťuje, se nazývá router (směrovač). Ten bývá dodáván zdarma u tzv. řešení na klíč, v jiných případech ho poskytovatel Internetu pronajímá či prodává. Pokud si chcete router obstarat samostatně, vyplatí se celou operaci konzultovat s vaším poskytovatelem, případně i telekomunikačním operátorem. Jeho nastavení však není zrovna jednoduché a je vhodné svěřit ho odborníkovi, případně přímo poskytovateli Internetu. Ten by měl poskytnout všechny potřebné údaje, jako např. síťové adresy, které vám byly přiděleny atd. Je velmi důležité vyžádat si dostatečný počet síťových adres podle velikosti připojované sítě, navíc je vždy dobré mít ještě nějaké do zásoby.
Jiná vysvětlení: Pronájem datového okruhu Vám zajistí datové spojení mezi dvěma a více lokalitami při vysokých přenosových rychlostech. Tato služba je vhodná pro zákazníky, kteří potřebují propojit své zájmové lokality, ale nechtějí mít starosti se zajištěním a údržbou potřebné technologie k provozu. Propojením lokalit lze dosáhnout také centralizace řízení sítě, distribuce potřebných aplikačních služeb z jednoho místa od jednoho poskytovatele a tím optimalizace nákladů.

## Datový okruh VPN
VPN je Virtuální Privátní Síť vytvořená softwarovými nebo hardwarovými prostředky na serverové i klientské části, které napříč internetem vytvoří bezpečná tunelová spojení nahrazující kabely a bezdrátové spoje. VPN se Vám jeví jako místní síť LAN. Prostřednictvím této sítě lze plnohodnotně, bezpečně a hlavně s minimálními náklady propojit pobočkové LAN sítě kdekoliv po celém světě pomocí datových okruhů.

## Technologie datových okruhů
Nejstarší technologií pro datové okruhy jsou pronajaté analogové linky. Jde o vyhrazení klasické telefonní linky mezi oběma účastníky, v tomto případě tedy uživatelem a poskytovatelem Internetu. Přenosová rychlost pronajaté analogové linky je dána použitými modemy a její kvalitou, maximálně pak 33,6 kb/s. Analogové linky jsou tedy určeny pro spoje s nízkou přenosovou rychlostí, představují však nejlevnější řešení. Jako jediné však nejsou dodávány s potřebným vybavením, uživatel si tedy musí sám zakoupit potřebné modemy.
Nejčastější je však přímo pronájem digitálního datového okruhu, ten je standardně nabízen v provedení pro přenosovou rychlost 64 – 2048 kb/s. Vyšší rychlosti jsou zajišťovány rozličnými technologiemi. Datový okruh o kapacitě např. 10 Mb/s nemusí být schopen přenášet touto rychlostí uživatelská data. Opravdu pracuje touto rychlostí, ale část kapacity linka spotřebuje na sebe sama (různé signalizační a další informace), kapacita pak může být i o několik desítek procent nižší.

## Frame Relay
Z pohledu uživatele Internetu je podstatný poněkud jiný způsob udávání přenosových rychlostí. Protože jde o službu, která nepracuje na principu pevně vyhrazené linky s danou kapacitou, ale jde o zvláštní paketovou (data jsou zasílána po malých částech, tzv. paketech) síť, která je sdílena více uživateli. Může být tedy výrazný rozdíl mezi rychlostí přípojky a skutečnou přenosovou rychlostí. Proto je také udávána minimální garantovaná přenosová rychlost (CIR). Skutečná rychlost pak bývá někde mezi oběma hodnotami. Frame Relay je většinou nabízeno s rychlostí přípojky 64 – 2048 kb/s.)

## Vlastnosti datových okruhů
Důležitou vlastností pronajatého datového okruhu jsou také garance, které telekomunikační společnost nebo poskytovatel poskytuje. Jde zde především o již klasické služby jako neustálý dohled nad linkou a případné řešení vzniklých problémů v kteroukoliv noční či denní dobu. Dokonce lze smluvně podchytit, jak spolehlivá musí být linka, jak dlouhý může být nejdelší výpadek a kolik procent času musí být linka funkční. Jsou to tzv. dohody o kvalitě poskytovaných služeb neboli SLA (Service Level Agreement). Tyto garance však nemusí poskytovat pouze telekomunikační společnost, ale i poskytovatel připojení k Internetu na samotný přístup k Internetu. Společnosti pak svoje služby nabízí zpravidla v několika úrovních garancí, které se liší cenou.

## Komunikace v letectví a kosmonautice
V civilním letectví je využíván systém datové linky CPDLC pro přeposílání informací mezi letadlem a řízením letového provozu (ATC), kdy je letadlo daleko od ATC a není možné navázat radiokomunikaci ani sledovat radarem. Takovéto systémy jsou používány pro lety přes Atlantský a Tichý oceán. Viz též ACARS.
V bezpilotních letounech, ve vozidlech, lodích, kosmických sondách a raketoplánech se používá obousměrných (tedy half-duplex a full-duplex) datových linek k odesílání kontrolních signálů a k příjmu telemetrie. Viz též Deep Space Network.